# Столон

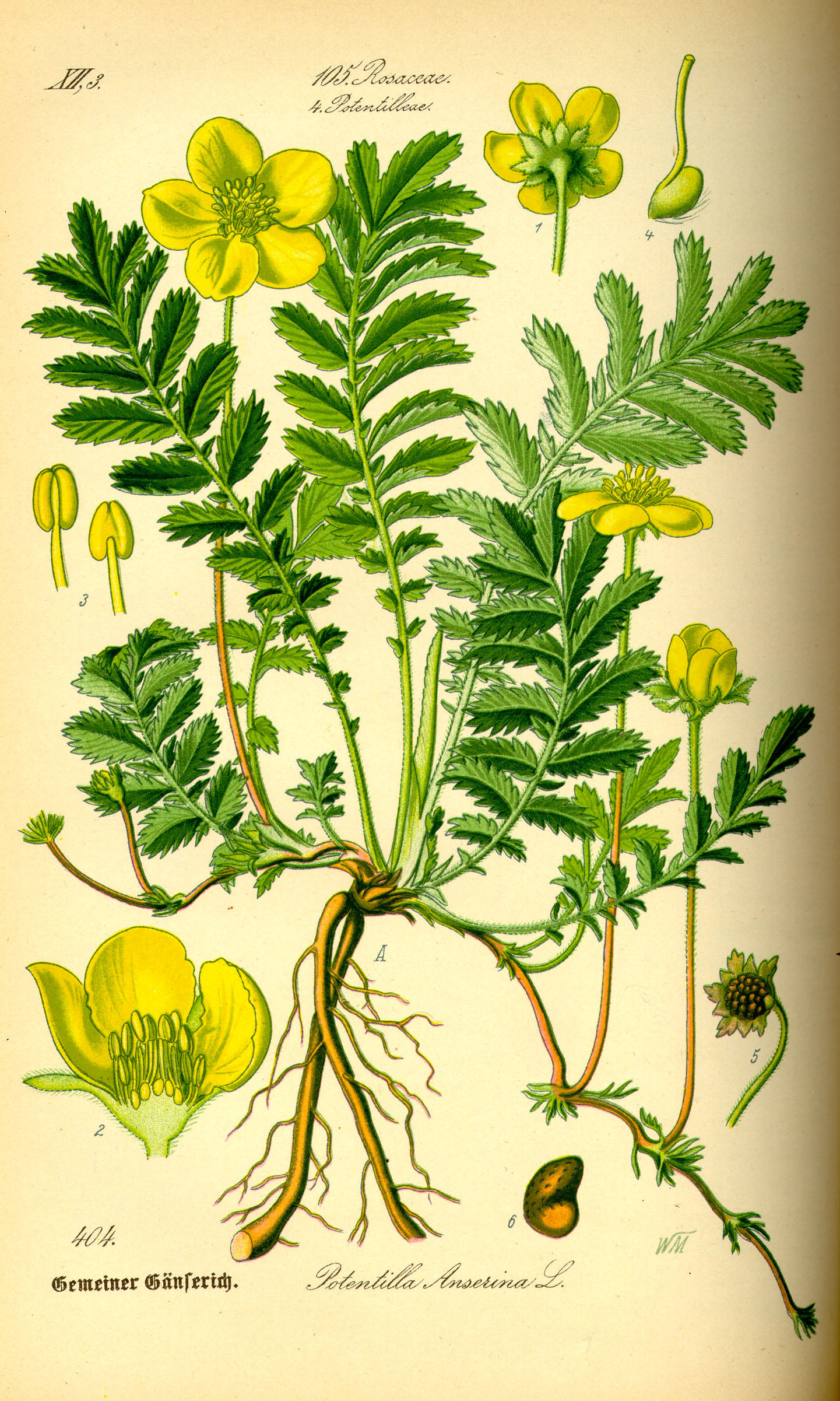
Лапчатка гусиная.. Столон — побег, идущий от основания растения (изображён в правой нижней части иллюстрации)

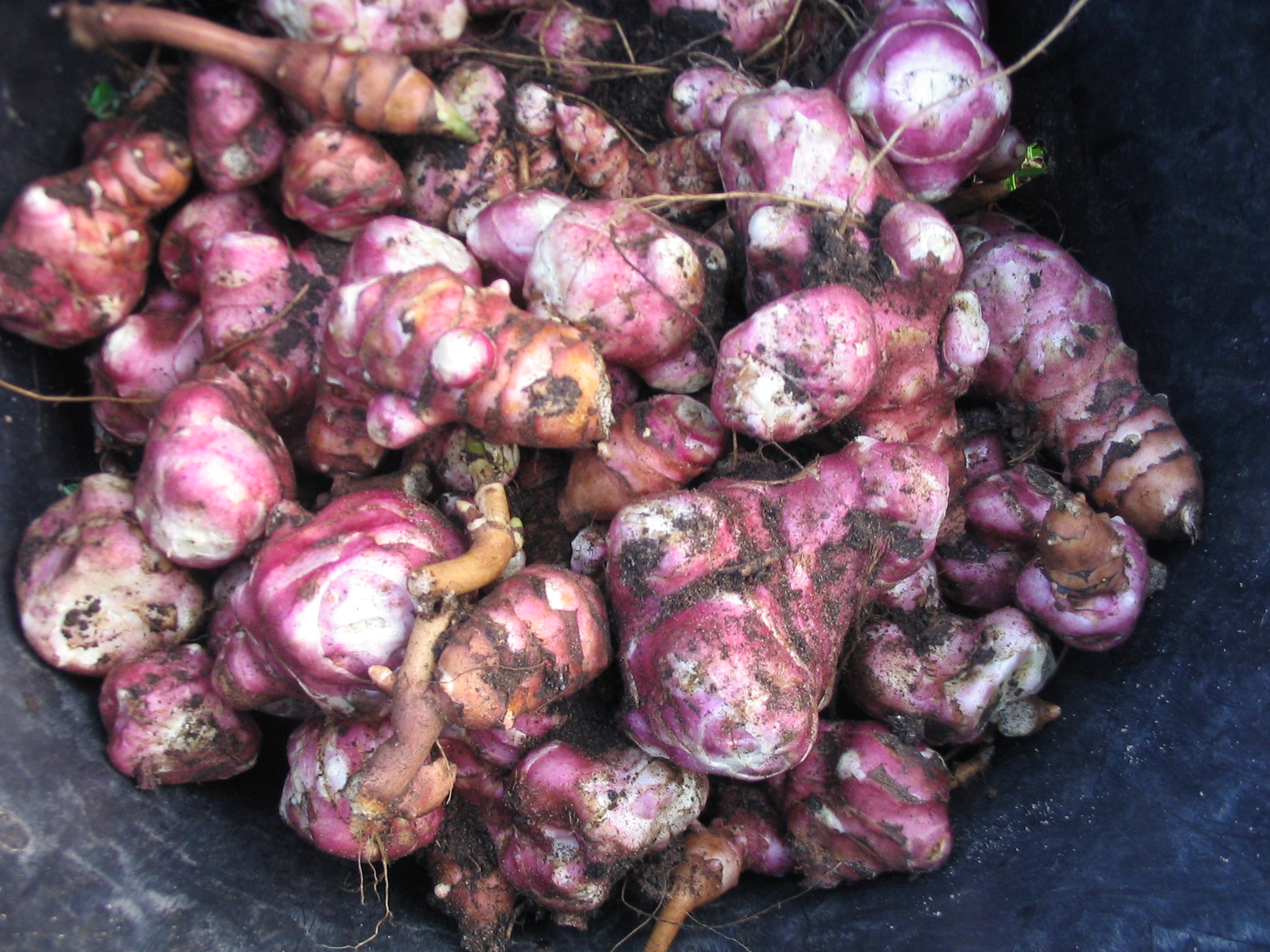
Подсолнечник клубненосный (Helianthus tuberosus), или топинамбур. Клубни

Столо́н (лат. Stolónis) — относительно быстро отмирающий вытянутый боковой побег растения с удлинёнными междоузлиями, недоразвитыми листьями и пазушными почками, на котором развиваются укороченные побеги: клубни картофеля (Solanum tuberosum), топинамбура (Helianthus tuberosus), луковицы тюльпана (Tulipa), розеточные побеги.
Столоны служат для вегетативного размножения.
У таких растений, как картофель, Paphiopedilum armeniacum и адокса мускусная (Adoxa moschatellina) столоны подземные, у земляники (Fragaria), лапчатки гусиной (Potentilla anserina), лютика ползучего (Ranunculus repens) — стелющиеся по земле и укореняющиеся в узлах (усики).